# Pampa Blanca
Pour les articles homonymes, voir Blanca.
Pampa Blanca est une ville et une municipalité argentine située dans la province de Jujuy et dans le département d'El Carmen.

## Géographie
La ville est située à 698 d'altitude et à 60 km au sud de San Salvador de Jujuy.

## Géologie
Elle présente un « socle » sédimentaire paléozoïque, apparaissant à travers des fenêtres tectoérosives. Ils constituent le noyau de la sierra, recouvrant de manière discordante une couverture sédimentaire méso-cénozoïque. Ce complexe sédimentaire s'est développé en cycles successifs, principalement marins. Les minéraux de la « Formation Yacoraite » consistent en calcaires dolomitiques, travertins et aragonites.